# Bentley 8 Litre
Bentley 8 Litre är en personbil, tillverkad av den brittiska biltillverkaren Bentley mellan 1930 och 1931.
1930 ersatte Bentley sin 6½ Litre med den magnifika 8 Litre. Cylindervolymen hade ökats genom att cylinderdiametern borrats upp till 110 mm. Effekten översteg 200 hk. Det var den största bil som tillverkades i Storbritannien då.
Introduktionen sammanföll med den stora depressionen och marknaden för dyra lyxbilar var usel. Bentley hade kämpat med dålig ekonomi under hela tjugotalet och detta blev sista droppen. Sommaren 1931 lämnade de sista bilarna fabriken i Cricklewood och därefter upphörde Bentley som självständig biltillverkare.